# Rilaena
Rilaena är ett släckte av lockespindlar inom familjen Phalangiidae. Tidiglocke (Rilaena triangularis), den mest spridda och vanligaste arten placeras ibland i det egna släktet Paraplatybunus, inom underfamiljen Platybuninae.

## Arter
- Rilaena artvinensis Kurt 2015
- Rilaena atrolutea (Roewer, 1915) (Kakasus)
- Rilaena augusti Chemini, 1986 (Italien)
- Rilaena augustini Chemini, 1986 (Italien)
- Rilaena balcanica Silhavý, 1965
- Rilaena buresi Silhavy 1965
- Rilaena caucasica Snegovaya & Tchemeris 2016
- Rilaena gruberi Starega, 1973
- Rilaena hyrcanus (Thorell, 1876) (Iran)
- Rilaena silhavyi Snegovaya & Tchemeris 2016
- Rilaena serbica Karaman, 1992 (Exjugoslavien)
- Rilaena pusilla (Roewer, 1952)
- Rilaena spinosissimus Hadzi, 1973
- Rilaena triangularis (Herbst, 1799)

## References
- Joel Hallan's Biology Catalog: Phalangodidae